# 羅百吉
羅百吉（1972年11月19日—），美國出生，臺灣電音男歌手與DJ。羅百吉在洛杉磯成長，高中時返臺就讀於華僑高中，畢業後便加入了演藝圈，以電子音樂為招牌出道。為臺灣電音舞曲和Hip Hop的先驅。亦曾為許多歌手和廣告製作音樂。早期替許多知名歌手作詞作曲。2005年以歌曲《Fire》與組合「DMC DJ Team」重新活躍於演藝圈，並被封為「華人電音教父」。

## 事業

### 1990年代
羅百吉在1990年代當紅，與重量級歌手合作的作品有：1991年編曲曾慶瑜〈下一個男人也許更好〉，1993年參與L.A. Boyz〈跳〉的作詞（與L.A.Boyz）與作曲，1996年與蘇慧倫、任賢齊合唱〈OK? OK!〉，1999年編曲阿雅〈銼冰進行曲〉。有報章形容，當時能跟「玉女」蘇慧倫合唱的人，都是成龍、李宗盛、莫文蔚的級別，然後到羅百吉和任賢齊。

### 2011年吸毒謠言重創台灣市場
2011年初，羅百吉駐店的夜店被臨檢，因遍地毒品，百人被帶走，那一晚承認吸毒者高達82人。羅百吉也檢測微弱陽性毒品反應，第二次複檢確認是無毒，警方事後出面澄清可能是他在夜店表演時，受他人在旁吸毒影響所致，惟羅百吉形象重創。2013年回美國當DJ。2015年回台，但形象已重挫無法回到主流市場。

### 中國大陸發展
羅百吉後來轉向中國發展，在中國的夜店頗知名，邀約包括跨年活動、校園、廟會。
受制於2019冠状病毒病中国大陆疫情，原本2020年2月與中華人民共和國電音歌手王绎龙聯手辦《天罗地王》巡回电音演唱會，叫停。

### 與其他藝人
1998年吳宗憲錄華視《我是第一》，將保時捷跑車停在停車場，羅百吉因上吳宗憲節目被揶揄胖得像劉爾金，加以工作失意，失控拿鐵棒砸他車窗。吳宗憲報案後才知砸車者是羅百吉，後來羅百吉捧鮮花當眾向吳宗憲道歉，吳宗憲亦低調處理，稱不想毀了這個人。

## 私生活
目前主要為DJ，並且經營知名夜店。妻子李倩蓉（藝名寶貝），多次現在羅百吉歌曲與MV中合唱。2022年，羅百吉的大女兒在美國加州與香港人結婚，同年9月18日外孫誕生。

## 爭議
2015年8月10日，中华人民共和国文化部声称羅百吉所演唱的4首歌曲涉及宣扬淫秽、暴力、教唆犯罪或者危害社会公德的内容，将其下架。

## 专辑
- 1994年《I Don't Wanna See No歐巴桑》
- 1995年《神聖舞會Boom》
- 1996年《Friday Night什麼世界》
- 1998年《大家一起叫》
- 2000年《基因》
- 2002年《愛超速》
- 2003年《真愛》
- 2003年《超炫》
- 2004年《燭光》
- 2004年《亞洲之夜》
- 2005年《DJ Jerry Best Hits》（僅在香港發行）
- 2005年《嗆聲》
- 2007年《舞動人生》
- 2008年《舞懈可擊》（首張國語精選）
- 2008年《愛發狂》
- 2010年《正妹》
- 2011年《超人》
- 2012年《美麗的女孩》
- 2013年《跳電》
- 2015年《蹦蹦》
- 2018年《我們都一樣》

## 跨刀作品
- 1991年 曾慶瑜「下一個男人也許更好」：編曲
- 1992年 林強「你真正上厲害」：作詞、作曲（與林強）
- 1993年 L.A. Boyz「跳」：作詞（與L.A.Boyz）、作曲
- 1993年 The Party「MONKEY在我背」：作曲、編曲
- 1993年 L.A. Boyz「YA！」：作詞（與魏巍）、作曲
- 1994年 林強《娛樂世界》：專輯全編曲
- 1994年 豬頭皮「我是神經病」：作曲
- 1994年 梅艷芳「放開你的頭腦」：作曲（與小蟲）、編曲
- 1994年 風火海「風震火撼海」：編曲
- 1995年 金元萱「莎呦娜啦」：Rap
- 1996年 蘇慧倫、羅百吉、任賢齊「OK? OK!」：演唱
- 1996年 杜德偉「Loving You」：作曲
- 1997年 杜德偉「快樂快燒壞」：編曲
- 1997年 林志穎「角度」：作曲
- 1999年 阿雅「銼冰進行曲」：編曲
- 2000年 高凌風「搖頭至上」：作曲、編曲
- 2003年 閃亮三姐妹「誰誰誰」：作曲
- 2003年 閃亮三姐妹「寂寞惹的禍」：作曲、編曲
- 2004年 閃亮三姐妹「戀愛預兆」：作曲、編曲
- 2004年 謝金燕《默契》：專輯合作編曲
- 2004年 于台煙「不要再說你愛我」：作曲
- 2004年 于台煙「短暫的等待」：作曲
- 2005年 閃亮三姐妹「Give Me Love」／「閃亮一顆星」／「羅密歐的世界」／「為我歡喜為我憂」／「甜甜圈」／「大野狼」／「華麗冒險」：作曲、編曲
- 2005年 謝金燕《練舞功》：專輯合作編曲
- 2006年 芭比「使勁搖」：作曲
- 2006年 閃亮三姐妹「老娘就是我」／「辣妹」／「停止七秒鐘」：作詞、作曲、編曲
- 2006年 閃亮三姐妹「Party女王」：作曲、編曲
- 2008年 閃亮三姐妹「閃亮舞台」：作曲、編曲
- 2007 闪亮三姐妹 《华丽冒险》：作曲、编曲
- 2009年 唯舞獨尊Online「閃亮女孩」／「沙漠戰士」／「性感節奏」／「魅眼」／「搖滾秀」／「街舞」／「閃亮之星」／「急速衝擊」：全製作（除「急速衝擊」、「沙漠戰士」、「搖滾秀」、「魅眼」以外，其餘在改編中文版後，收錄於專輯《蹦蹦》）
- 2010年 鐵琴：第一樂章、唯舞獨尊Online「羅百吉舞曲組曲」（結合閃亮女孩、急速衝擊、街舞等三首歌曲）：製作（未收錄於任一專輯）
- 2011年 葛兆恩「為什麼為什麼為什麼」：編曲
- 2013年 閃亮三姐妹「愛情ABC」／「給我愛」：作詞、作曲、編曲
- 2017年 顏冠希JY、GAWEED【媽寶】」：演唱、編曲[8]
- 2020年 黃明志／「不要去Club」：演唱
- 2022年 Asiaboy禁藥王 & Lizi栗子／「FIRE 2022」：演唱

## 合輯
- 《電音E帝國》
- 《舞曲大帝國》
- 《台客奇蹟》
- 《Street Dance (舞力對決)》
- 《Sexy Dance (夜店狂熱 - 辣舞之夜》
- 《Dancing Good Good (網路下載冠軍舞曲)》
- 《艋舺電音 (Monga Rave)》
- 《2007電音星光幫》
- 《台客嗆嘻哈》
- 《Anthem Mixed UP(連續電音王)》
- 《Rave Hits(電音總精選)》
- 《Club Essentials》
- 《2006年終極選-最紅冠軍舞曲極限全記錄》
- 《舞曲冠軍寶典 (Dance Bible)》
- 《Hip Hop Party (舞嘻哈)》
- 《Killer Hip Hop (嘻哈殺很大)》
- 《Killer Trance (電音殺很大)》
- 《Killer Dance (舞曲殺很大)》
- 《2009年終鑽石精選》
- 《Summer Trance Anthem(夏日出神電音)》
- 《舞曲超值全餐No. 1》
- 《Original Dance(西洋原舞曲)》
- 《Champions Dance》
- 《Christmas Fever(聖誕夜狂熱)》